# Casa Tomás Toribio

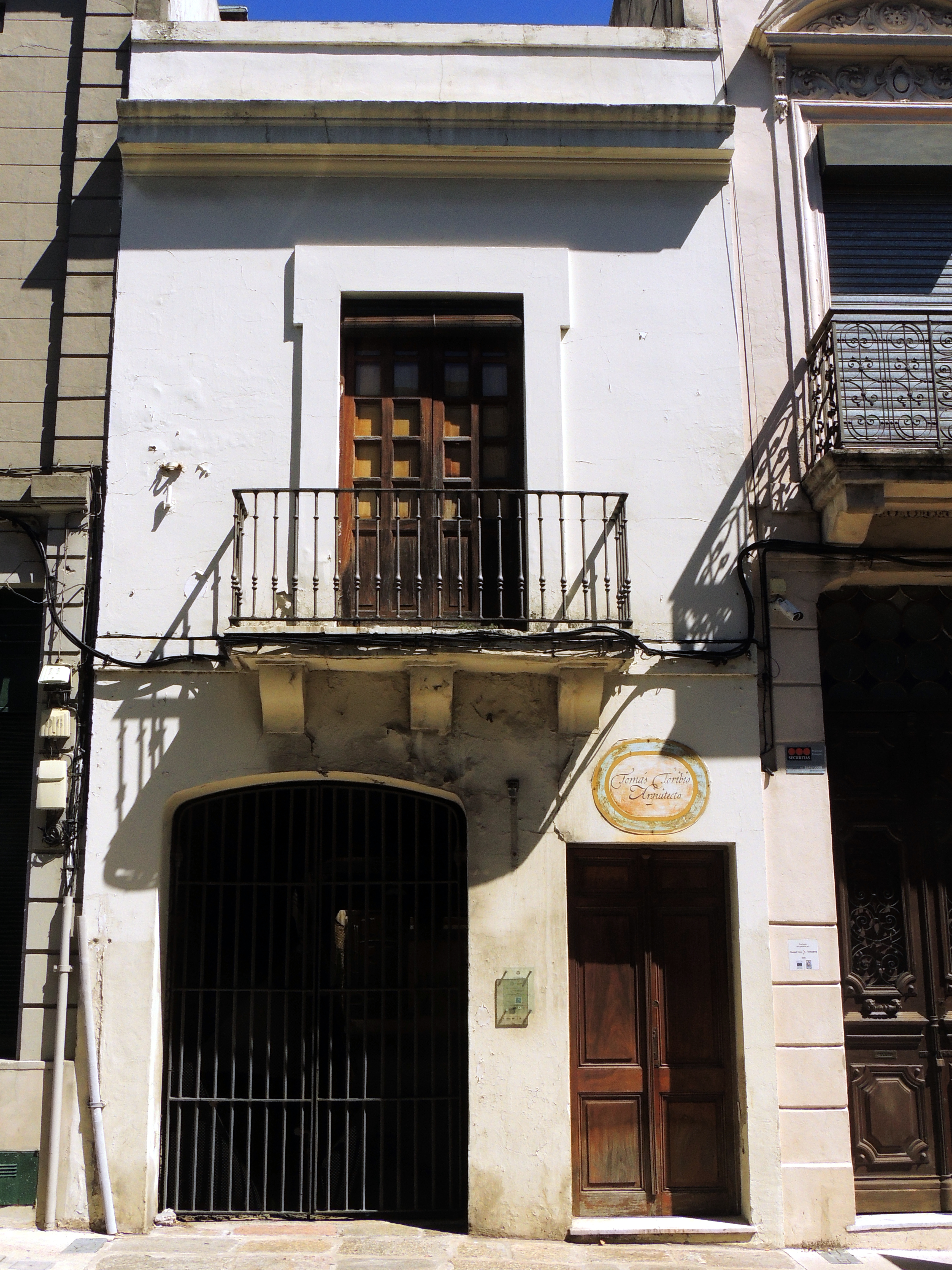
Wohnhaus des Architekten Tomás Toribio

Das Casa Tomás Toribio ist ein Bauwerk in der uruguayischen Landeshauptstadt Montevideo.
Das 1804 errichtete Gebäude befindet sich in der Ciudad Vieja an der Calle Piedras 526–528 zwischen den Straßen Treinta y Tres und Ituzaingó. Als Architekt des Bauwerks, das als Wohnhaus konzipiert wurde und eines der letzten erhaltenen Gebäude kolonialer Wohnarchitektur in Montevideo ist, zeichnete Tomás Toribio für dessen Bau verantwortlich. Das sechs Meter hohe, zwei Stockwerke beinhaltende Gebäude verfügt über eine Grundfläche von 204 m² und beherbergt neben Büroräumen auch das Museo Municipal de la Construcción. Von 1976 bis 1979 fanden Restaurierungsarbeiten unter Leitung des Architekten Américo Spallanzani statt.
Seit 1975 ist das Gebäude als Monumento Histórico Nacional klassifiziert.